# Neenah (Wisconsin)
Neenah es una ciudad ubicada en el condado de Winnebago en el estado estadounidense de Wisconsin. En el Censo de 2010 tenía una población de 25.501 habitantes y una densidad poblacional de 1.024,56 personas por km².

## Geografía
Neenah se encuentra ubicada en las coordenadas 44°10′3″N 88°28′34″O / 44.16750, -88.47611. Según la Oficina del Censo de los Estados Unidos, Neenah tiene una superficie total de 24.89 km², de la cual 23.9 km² corresponden a tierra firme y (4%) 0.99 km² es agua.

## Demografía
Según el censo de 2010, había 25.501 personas residiendo en Neenah. La densidad de población era de 1.024,56 hab./km². De los 25.501 habitantes, Neenah estaba compuesto por el 93.72% blancos, el 1.27% eran afroamericanos, el 0.72% eran amerindios, el 1.44% eran asiáticos, el 0.04% eran isleños del Pacífico, el 1.29% eran de otras razas y el 1.53% pertenecían a dos o más razas. Del total de la población el 3.79% eran hispanos o latinos de cualquier raza.